# 莱蒂西亚王后
萊蒂西亞·奥尔蒂斯·罗卡索拉诺（西班牙語：Letizia Ortiz Rocasolano；1972年9月15日—）是西班牙王后、國王菲利普六世之妻。她在嫁入王室之前是一名电视台的新闻主播，有过一次婚姻。她是西班牙历史上的首位平民王后。

## 生平
莱蒂西亚·奥尔蒂斯出生于西班牙西北部城市奥维耶多的一個米諾療養院出生的，是家中的长女。其父亲是一位资深的记者，母亲是一名护士。她中学毕业后全家搬到了马德里。她父母已於1999年離婚，父親其後再婚。萊蒂西亞的祖母瑪麗亞（María del Carmen "Menchu" Álvarez del Valle）曾是阿斯图里亚斯的著名的播音員；透過她的外祖父，萊蒂西亞擁有法國及歐西坦人的血統。作為長女，她有兩位妹妹：蒂瑪（Telma Ortiz Rocasolano）及艾麗卡（Érika Ortiz Rocasolano）。蒂瑪是一名經濟學者，而艾麗卡生前則是一名文學代理人（已於2007年去世）。

## 學歷及婚前事業
中學畢業後，萊蒂西亞在马德里康普顿斯大学获得新闻学學士学位，其後再在一所傳理學院（Institute for Studies in Audiovisual Journalism）獲得了碩士學位。上大學其間她曾替阿贝赛报、La Nueva España（阿斯圖里阿斯的日報）及埃菲通讯社工作；大學畢業後曾到墨西哥的瓜达拉哈拉工作过一段时间。回到西班牙后，先后在彭博电视经济频道西班牙语版、CNN+、西班牙国营频道等单位工作。
2000年，她加入西班牙國營頻道並負責該電視台的二十四小時新聞（24 Horas）。兩年後她開始在一些節目中擔任主播；2003年8月，萊蒂西亞獲升職成為西班牙國營頻道晩間新聞「Telediario 2」的主播，該節目是西班牙最多觀眾的新聞節目。在她任職記者年間，萊蒂西亞曾在多個地方報導，包括美國2000年的總統大選、九一一袭击事件及伊拉克戰爭。

## 婚姻

### 首段婚姻
1998年8月7日，莱蒂西亚·奥尔蒂斯与一名中学文学老师兼作家阿隆索·格雷罗（Alonso Guerrero Pérez）结婚。尽管两人相恋长达10年之久，但是这段婚姻仅仅维持了一年多一点。

### 嫁入王室
2002年，莱蒂西亚·奥尔蒂斯与當時的王储菲利普相识，第二年的11月王室就宣布了兩人的订婚。訂婚的消息使不少人感到驚訝，因為兩人的情侶關係一直並沒有被公開。菲利普以一枚十六克拉的鑽石戒指求婚；而莱蒂西亚則送他以白金鑲藍寶石的袖扣及一本書。
2004年5月24日，他們在首都马德里的阿尔穆德纳教堂举行了规模盛大的婚礼，世界各地的重要人物均有出席。
这是西班牙王室近一个世纪以来首次举行王室婚礼，莱蒂西亚·奥尔蒂斯也成为西班牙历史上首位平民王妃，头衔是阿斯图里亚斯王妃（西班牙語：Princesa de Asturias）
雖然莱蒂西亚已經有過一段婚姻，但因為她首段婚姻只屬於民事性質，天主教會因而認為這段婚姻無效：所以和王儲結婚她不需要向教會申請廢除她之前的婚姻。
2005年10月31日，凌晨一時許，菲利佩王儲與莱蒂西亚王妃的第一位女兒蕾奧諾公主，她通過剖宮產的方式在馬德里的私人醫院－魯貝爾國際醫院出生，兩年後，2007年4月29日下午四時許，他們的第二位女兒索菲婭公主，也是同樣都是透過剖腹生產的方式於馬德里的魯貝爾國際醫院出生。

## 子女

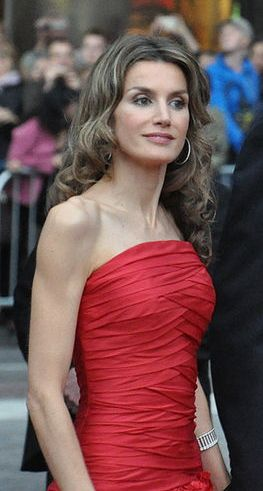
莱蒂西亚王妃，2010年

- 2005年10月31日，長女阿斯圖里亞斯女親王萊昂諾爾，生於馬德里魯貝爾國際醫院。（西班牙語：Leonor de Borbón）
- 2007年4月29日，幼女索菲婭公主，生於馬德里魯貝爾國際醫院。（西班牙語：Sofía de Borbón）

## 荣誉

### 外国勋章奖章
- 宝冠大绶章（日本，2017年3月31日公布[10]）：随国王费利佩六世于2017年4月4日至7日对日本进行国事访问。
- 无穷花大勋章（韩国，2021年6月15日批准[11]）